# Полтавський тролейбус
Полтáвський тролéйбус — поточна в обласному центрі місті Полтаві тролейбусна система України. Наразі працює 9 маршрутів та 1 тролейбусне депо, на яких працюють 79 пасажирських та 2 службових тролейбусів. Довжина контактної мережі дорівнює 73 км.
Власником тролейбусної мережі є місто, забезпечення перевезень пасажирів здійснює комунальне підприємство «Полтаваелектроавтотранс» Полтавської міської ради.
Єдине тролейбусне депо Полтави розташоване у Київському районі за адресою: вул. Тролейбусна, 10.
Розширення депо відбулося в 1979 році.
На балансі комунального підприємства"Полтаваелектроавтотранс":
40 тролейбусів моделі Богдан Т70117
10 тролейбусів моделі Богдан Т70110
1 тролейбус моделі ЮМЗ Е186
5 тролейбусів ЮМЗТ2Р,ЮМЗТ1Р
24 тролейбуси моделі ЮМЗТ2
2 службових тролейбуси ЮМЗТ2

## Історія

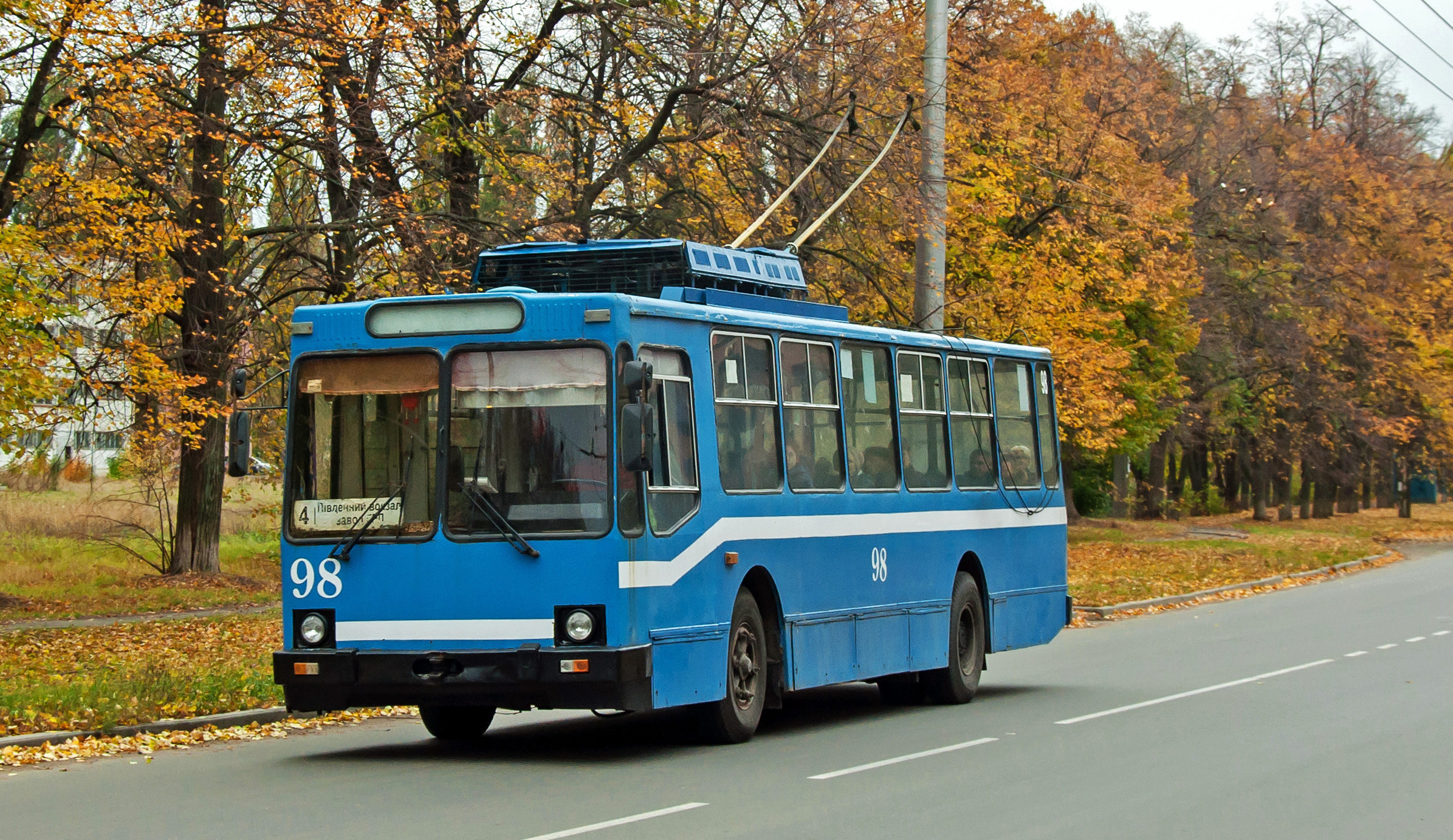
Тролейбус ЮМЗ Т2

У Полтаві ще у 1913 році планувалось запустити трамвай, що мав сполучити два залізничні вокзали, — муніципалітет виділив відповідні кошти на проектування. На перепоні втілення цих планів встала Перша світова війна, потому — революційні події (1917—1921) років. Вже за СРСР, у 1922—1924 роках до «трамвайної ідеї» повернулися знову — лінію не тільки спроектували, а і почали будувати, однак зрештою неообхідні кошти спрямували на іншу новобудову, а вже прокладену колію розібрали. 
12 грудня 1948 року, коли в Полтаві постало питання про громадський транспорт, зародилася ідея про будівництво полтавського тролейбуса — на підставі наказу № 305 облвиконком підтвердив цей намір, однак ідея знайшла втілення лише за роки.
У квітні 1954 року було розроблено проект будівництва тролейбусного комплексу, згідно якого планувалося прокласти 38 км ліній, побудувати 4 тягові підстанції (ТП) і депо. Через низку причин будівництво не відбулося.
У грудні 1959 року затверджений остаточний проект будівництва тролейбусної системи, перша черга якого складалася з депо на 50 машино-місць, двох тягових підстанцій і лінії між двома залізничними вокзалами довжиною 13 км.
У листопаді 1960 року розпочато будівництво ремонтних майстерень (депо) на вулиці Тролейбусна (тоді — вулиця Халтуріна).
У травні 1962 року на навчання в Харківське ТТУ відправлено майбутніх полтавських електротранспортників (водіїв, слюсарів, електромонтерів).

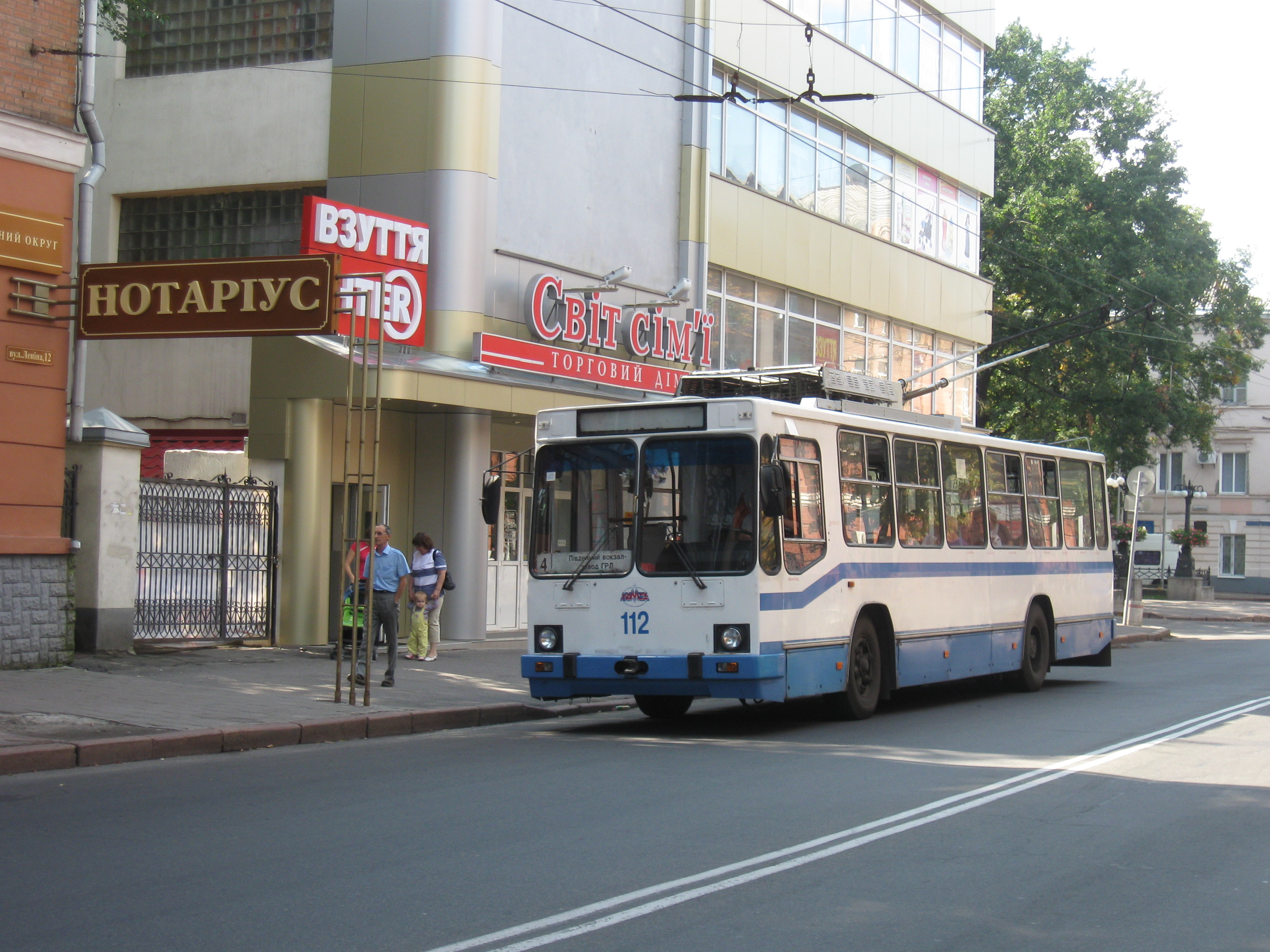
Тролейбус ЮМЗ Т2

Перший пробний рейс полтавського тролейбуса відбувся 4 вересня 1962 року, а урочисте відкриття тролейбусного руху в Полтаві відбулося 14 вересня 1962 року. Спорудження лінії від Південного до Київського вокзалу велося інтенсивними темпами — за 8 місяців було освоєно 2 млн карбованців капіталовкладень. І хоча тоді традиційним стало відправлення у провінційні міста для запуску ліній застарілих моделей, полтавській міській владі вдалося заполучити для старту тролейбусного руху 8 новеньких машин ЗіУ-5, з відкриттям регулярних пасажирських перевезень за маршрутом № 1 «Київський вокзал — Південний вокзал».
У травні 1963 року надійшли перші тролейбуси Київ-5ЛА, які створені на базі автобусу ЛАЗ-695Б. Через два роки основою рухомого складу стали тролейбуси Київ-5ЛА і ОдАЗ-695Т. З 1963 року тролейбусний парк Полтави поповнився тролейбусами Київ-5 і Київ-6 (16 одиниць). 
28 червня 1963 року введено в експлуатацію тролейбусний маршрут № 2 від Південного вокзалу через  вулицю Європейською до Склозаводу.
2 березня 1964 року відкрито лінію маршруту № 3 вулицею Решетилівська до Браїлків.
У листопаді 1964 року введений в експлуатацію ексклюзивний тролейбус МТБЕС, який був отриманий в якості братської допомоги з Харківського ТТУ у 1962 році.
Впродовж 1965—1971 років в Полтаву надійшли тролейбуси різних моделей виробництва Київського заводу електротранспорта ім. Ф. Дзержинського: «КТБ-1», «Київ-2», «Київ-3», «Київ-4», «Київ-6А».
12 жовтня 1965 року відкрито маршрут № 4 «Південний вокзал — с. Браїлки».
У 1966 році розпочато широкомасштабне будівництво житлового мікрорайону «Алмазний», і тоді ж було заплановано будівництво лінії вулицею Степового Фронту (тоді — вулиця Польова). 1 серпня 1966 року подовжено тролейбусну лінію до заводу ГРЛ. Маршрути № 3 і № 4 отримали нову кінцеву «Завод ГРЛ».
20 грудня 1968 року відкрито лінію до мікрорайону «Алмазний» вулицею Степового фронту до площі Калініна. Почав працювати маршрут № 5 «Будинок зв'язку — Площа Калініна».
У 1970 році впроваджено безкондукторне обслуговування пасажирів: тролейбуси обладнали компостерами, на зупинках встановили кіоски з продажу талонів.
Впродовж 1969—1971 років почалося масове надходження тролейбусів ЗіУ-5, які поступово замінили недосконалі типи київських тролейбусів.
14 червня 1971 року відкрито маршруту № 6 «Південний вокзал — Площа Калініна».
6 листопада 1972 року цю лінію подовжено до Великотирнівської вулиці з відкриттям маршруту № 7 «Великотирнівська вулиця — Завод ГРЛ».
У грудні 1972 року надійшли перші тролейбуси підвищеної комфортності моделі ЗіУ-682, які на тривалий час стали базовою моделлю тролейбусного парку Полтави.
Впродовж 1977—1981 років розширено і реконструйоване депо на 86 машино-місць, здійснено будівництво додаткових виробничих цехів і приміщень.
20 вересня 1978 року відкрито маршрут № 8 «Київський вокзал — Великотирнівська вулиця», який був присвячений до Олімпіади-1980.

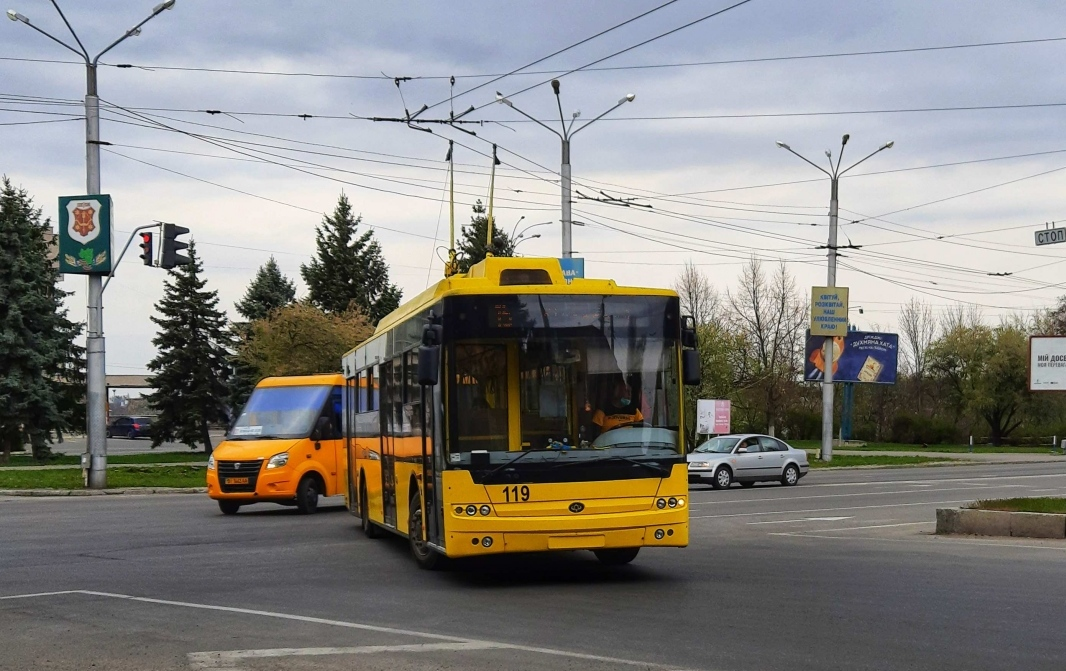
Полтавський тролейбус в квітні 2020 року

У 1980-х роках збудовано нові лінії:
- 7 жовтня 1981 року подовжено лінію від Склозаводу до села Розсошенці;
- 7 листопада 1981 року — збудовано лінію Великотирнівською вулицею від вулиці Решетилівська (тоді — вул. Маршала Бірюзова) до Половків з відкриттям маршруту № 9 «Центр — Мікрорайон Половки».
- 23 лютого 1983 року — відкрито маршрут №  10 «Склозавод — Великотирнівська вулиця».
- 6 жовтня 1984 року — лінію від Половків подовжено до мікрорайону «Сади-1».
- 11 серпня 1987 року — відкрито лінію вулицею Зіньківською до Інституту зв'язку.
- 12 липня 1987 року — відкрито тролейбусну лінію по вул. Зіньківській, відкрито маршрут № 7 «Сади-1 — Училище зв'язку».

1988 року зафіксовано піковий обсяг перевезень пасажирів, який склав 64,2 млн. чоловік.
1991 року впроваджена системи голосового зв'язку по контактного проводу «Пульсар». У 1992 році зафіксовано найбільшу одночасну кількість тролейбусів ЗіУ-682 — 150 одиниць.
У лютому 1993 року до Полтави надійшли перші зчленовані тролейбуси вітчизняного виробництва ЮМЗ Т1. Почалася ера тролейбусів марки «Південного машинобудівного заводу», яка тривала до 2011 року. У квітні 1994 року надійшли перші тролейбуси ЮМЗ Т2, які були обрані для заміни застарілих ЗіУ-682.
16 грудня 1994 року відкрито тролейбусну лінію в мікрорайон Левада і маршруту № 12, який з'єднав Леваду з Центром міста.
1995 року — впровадження кондукторного обслуговування тролейбусів. Перші кондуктори з'явилися на зчленованих ЮМЗ Т1 на маршрутах № 5 і № 9.
Впродовж 1997—2000 років відбулося масове надходження тролейбусів моделі ЮМЗ Т2, які поступово почали замінювати ЗіУ-682.
У 1999 році встановлено абсолютний рекорд: Полтава отримала 16 нових тролейбусів, тоді як інші тролейбусні міста України разом узяті отримали всього 12 тролейбусів.
У період 1996—2000 років придбано 57 тролейбусів з 73, що на теперішній час є основою рухомого складу.
23 вересня 2000 року відкрита нова лінія вулицею Сінною, що розвантажила вулицю Європейську від великих транспортних потоків. На сьогодні це найновіша лінія у місті.
У 2000-х роках модернізація полтавського тролейбусного парку загальмувалась.
У січні 2006 року тролейбусне депо реформовано у комунальне підприємство «Полтаваелектроавтотранс».
З вересня 2008 року Полтава стала першим містом в Україні серед середніх і великих тролейбусних систем, яка припинила експлуатацію тролейбусів ЗіУ-682 на лінії з пасажирами.
31 серпня 2011 року надійшов перший тролейбус Богдан Т70110. Наразі тролейбусів такої моделі придбано всього 10 одиниць.
20 жовтня 2011 року відбулася презентація 10 нових тролейбусів Богдан Т70110, які експлуатуються переважно на кільцевих маршрутах № 5 та 15. З придбанням нових тролейбусів, пасажиропотік на  електротранспорті у Полтаві різко зріс.
У листопаді 2011 року у Полтаві в кафе-барі «100 доріг» презентовано збірку «Маршрути полтавської поезії». Книжка, що вийшла друком ще у вересні, містить вірші і тексти пісень 17 авторів, більшість з яких маловідома полтавському читачеві. На обкладинці збірки зображена перша схема тролейбусних маршрутів Потави.
21 грудня 2011 року виїхав з цеху перший відновлений власними силами підприємства тролейбус ЮМЗ Т2 (№ 66). З того часу вирішено відновленим тролейбусам привласнювати назву ЮМЗ Т2 «Полтава».
14 вересня 2012 року Полтавському тролейбусу виповнилося 50 років. Цієї події була присвячена книга «Полтавський тролейбус: 50 років праці та історії».

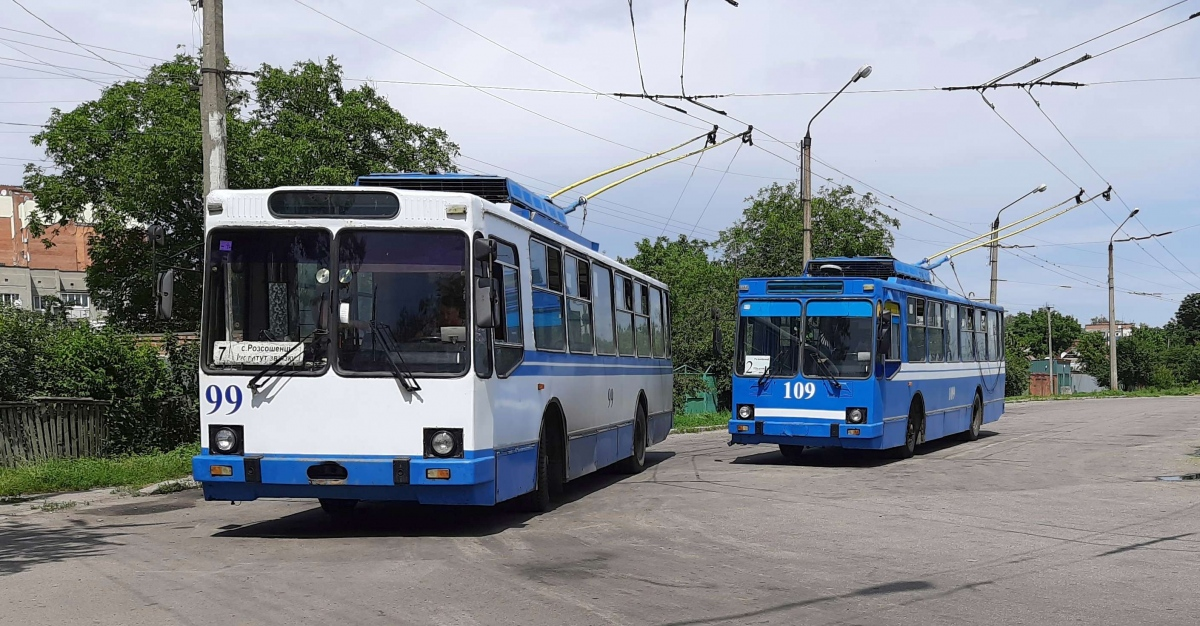
Тролейбуси на перерві в селі Розсошенці, червень 2020 року

З 2012 року тролейбусне депо здійснює капітальні ремонти тролейбусів ЮМЗ Т2.
13 грудня 2012 року виїхав 6-й за рахунком відновлений тролейбус ЮМЗ Т2 «Полтава» (№ 103). Таким чином, виробничі потужності підприємства щодо відновленню тролейбусів становлять 6 машин на рік. У планах  — продовжувати проведення подібних робіт навіть після закінчення ремонту 10 запланованих ЮМЗ Т2.
У січні 2014 року відновлений 10-й тролейбус ЮМЗ Т2 «Полтава» (№ 92), на якому завершилася міська програма відновлення з 10 тролейбусів ЮМЗ Т2. Однак, маючи кваліфіковані кадри і досвід відновлення, підприємство планує продовжувати відновлювати тролейбуси ЮМЗ Т2 для подовження терміну їх експлуатації.
На початку 2017 року до міста надійшли 5 тролейбусів моделі Богдан Т70117, які експлуатуються переважно на маршруті № 12.
16 березня 2017 року КП «Полтаваелектроавтотранс» презентувало нові тролейбуси типу Богдан Т70117, закуплені за Програмою розвитку міського електротранспорту в місті Полтава, та один капітально відремонтований, модернізований і переобладнаний тролейбус ЮМЗ Т2П.
З 5 січня 2018 року вартість проїзду становить 3,00 ₴. З 26 вересня 2018 року зменшена вартість проїзду і становить 2 ₴. 
З березня 2018 року почалася співпраця з Європейським банком реконструкції та розвитку для виділення коштів кредиту на нові тролейбуси. Декілька разів цю процедуру хотіли відмінити, але через висловлення недовіри меру міста, співпраця продовжилася. 
З 15 березня 2019 року на порталі EasyWay є можливість онлайн спостерігати за рухом тролейбусів на маршрутах міста.
З 17 травня 2019 року вартість проїзду у тролейбусах знову підвищена до 3 ₴.
З 10 жовтня 2019 року в тролейбусах запрацювали автоінформатори.
24 грудня 2019 року в Полтаві підписано договір з компанією «Богдан Моторс» про постачання 40 тролейбусів Богдан Т70117.

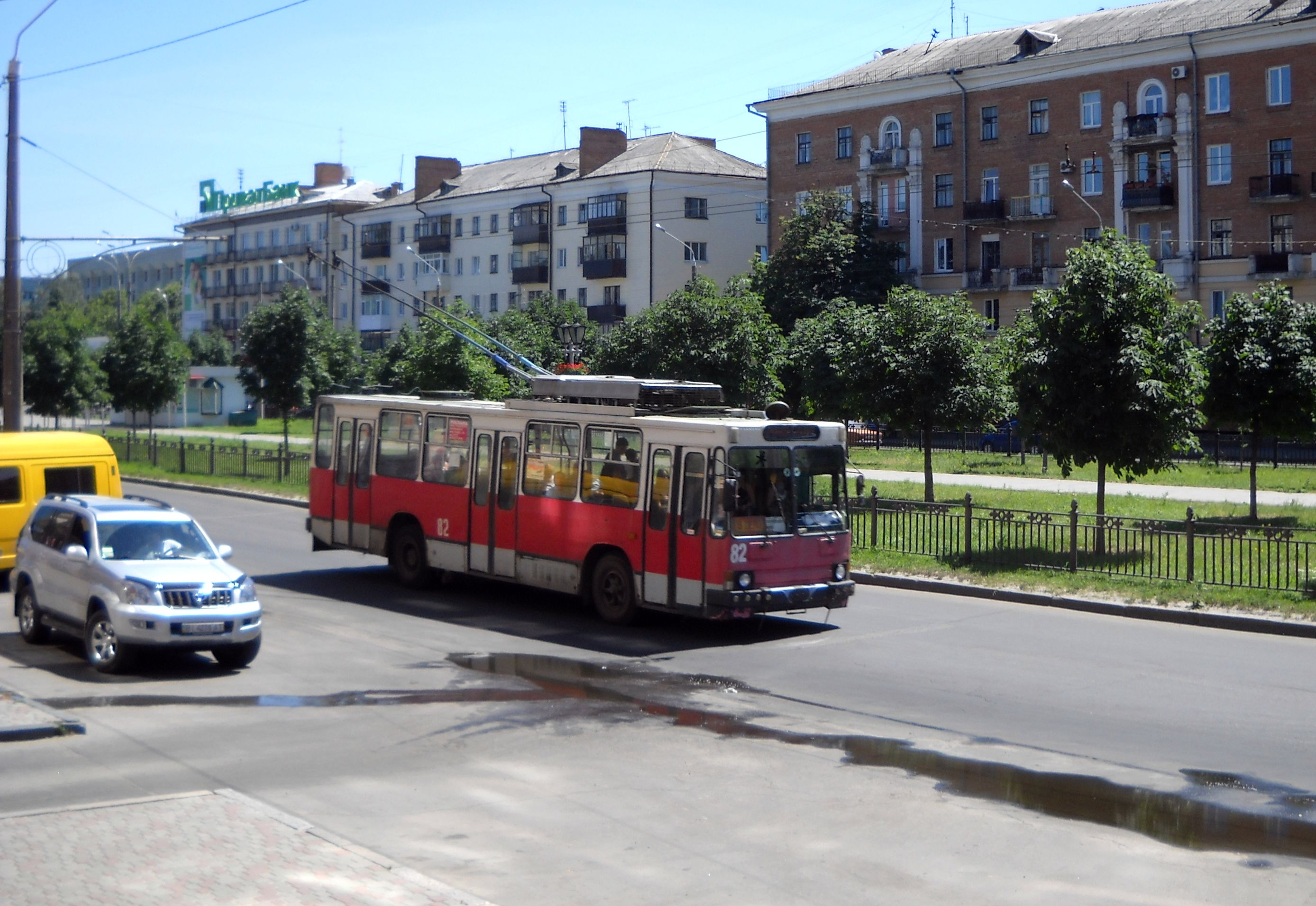
Тролейбус на маршруті №82 в Полтаві

З березня 2020 року ведеться активна розробка розкладів онлайн.
31 липня 2020 року прибув перший кредитний тролейбус Богдан Т70117. Першу партію з десяти машин відвантажуть 10 серпня того ж року, другу - 23 листопада 2020 року.
В червні на сайті https://pl.rozklad.in.ua/ та додатку Rozklad.in.ua можна дізнатися розклади тролейбусів, на жаль, окрім маршрутів №6 та №8 через нестабільний випуск.
З 23 вересня 2020 року збільшили випуски на маршрути №5 та №15 з п'яти машин до восьми. Таким чином, інтервали руху зменшились в середньому до 7 хвилин.
Починаючи з кінця жовтня 2020 року тролейбуси марки Богдан Т701 починають пускати на маршрути, нестандартні для них: №№2, 3, 4, 7 - пізніше і №6 та №8.
28 серпня в депо заїхав останній тролейбус марки Богдан з партії 40 машин. Паралельно запуску нових Богданів, тролейбуси марки ЮМЗ починають ставити під паркан, починаючи з літа 2020 року.
У листопаді 2021 стало відомо про повернення до планів тролейбуса на Огнівку. Під час обговорень разом із фахівцями у Києві, дійшли висновку, що набагато рентабельніше будувати лінію, ніж запустити тролейбуси на автономному ходу. До цієї теми ще раз повернулися на початку 2022 року, коли мали затвердити бюджет міста та виділити гроші на розробку проекту самої лінії.
Паралельно закупівлі тролейбусів місто затвердило нову маршрутну мережу, яка має запрацювати після впровадження системи електронного квитка. До речі, 10 лютого 2022 року у комунальному транспорті міста запрацювала безконтактна система оплати проїзду. Оплата здійснюється за допомогою банківської картки з чипом або телефоном із технологією NFC. Готівкова плата залишається. Це перша частина системи, далі планується замінити кондукторів на контролерів, а замість мобільних валідаторів – встановити стаціонарні на поручнях у салонах тролейбусів та видати транспортні картки (пільгові, звичайні, для туристів). Постачання валідаторів стало на паузу. 
Розробка проекту лінії, постачання валідаторів та ще низка транспортних питань стали на паузу через початок війни росії проти України.
2 червня 2022 року виконавчий комітет Полтавської міської Ради затвердив новий тариф на проїзд в тролейбусі міста. Рішення набрало чинності 11 червня.
Через скарги пасажирів Київського вокзалу на відсутність транспорту поблизу площі вокзалу з 1 серпня 2024 року було відкрито маршрут №16 від вул. Героїв України до Київського вокзалу, який майже повністю дублює "вісімку". Одночасно з відкриттям №16-го, було скасовано маршрут №8 через катастрофічну нестачу водіїв.

## Маршрути

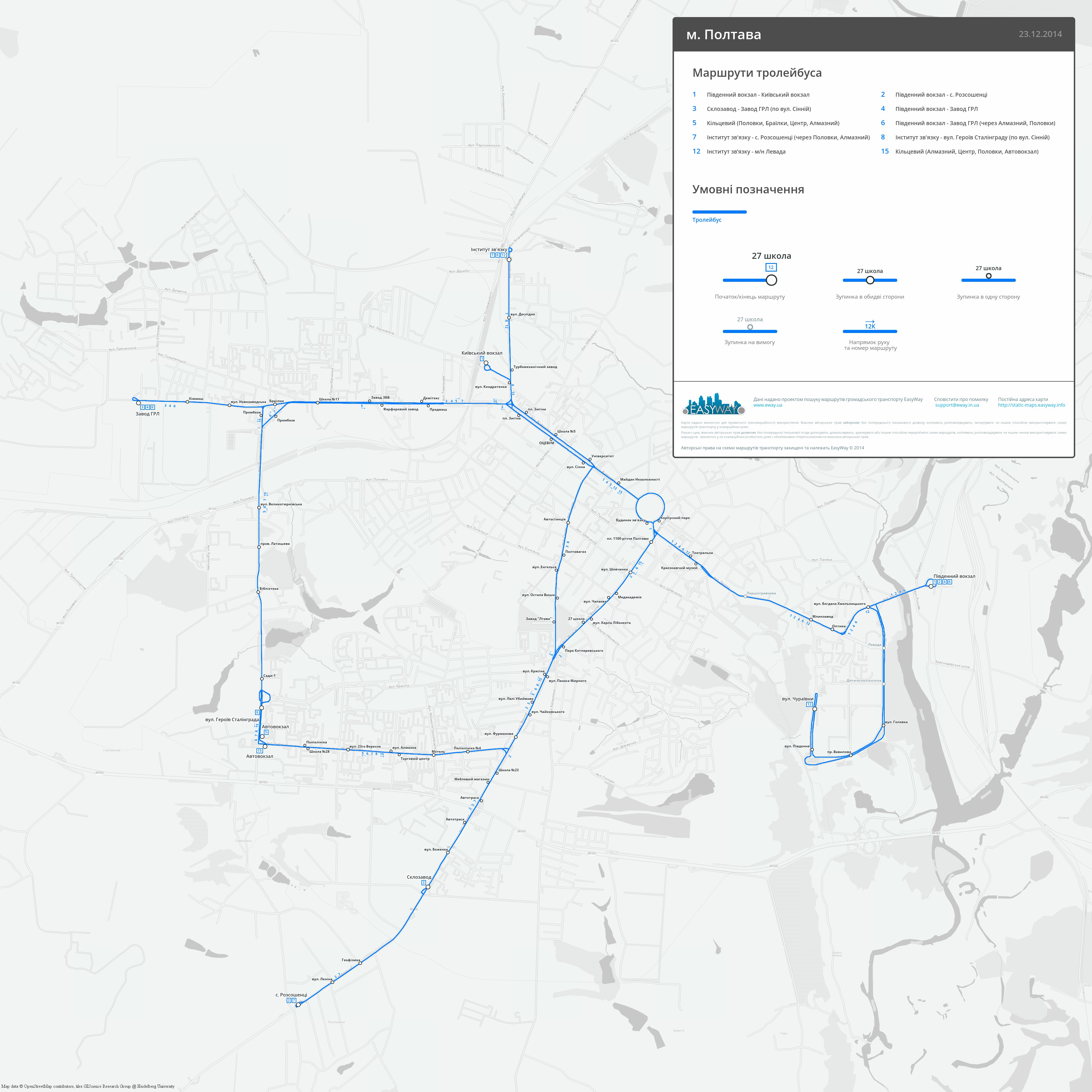
Тролейбусні маршрути Полтави

Маршрути полтавського тролейбуса протягом років змінювались чимало разів. На теперішній час в місті діють 9 маршрутів:
| Перелік тролейбусних маршрутів в місті Полтава | Перелік тролейбусних маршрутів в місті Полтава | Перелік тролейбусних маршрутів в місті Полтава | Перелік тролейбусних маршрутів в місті Полтава                                                                          | Перелік тролейбусних маршрутів в місті Полтава                                                                                                   | Перелік тролейбусних маршрутів в місті Полтава |
| №                                              | Початковий пункт                               | Кінцевий пункт                                 | Маршрут руху | Примітки | Довжина маршруту, км                           |
| ---------------------------------------------- | ---------------------------------------------- | ---------------------------------------------- | --- | --- | ---------------------------------------------- |
| 1                                              | Київський вокзал                               | Південний вокзал                               | вул. Соборності, вул. Небесної Сотні, вул. Миру                                                                         | Не працює з 11 квітня 2022 року у зв'язку з неможливістю проїзду до площі Київського вокзалу. Пізніше в якості компенсації запустять маршрут №16 | 13,1                                           |
| 2                                              | селище Розсошенці                              | Південний вокзал                               | вул. Європейська, вул. Небесної Сотні, вул. Миру                                                                        | | 20,4                                           |
| 3                                              | Завод ГРЛ                                      | Склозавод                                      | вул. Решетилівська, вул. Соборності, вул. Сінна, вул. Європейська                                                       | | 20,8                                           |
| 4                                              | Завод ГРЛ                                      | Південний вокзал                               | вул. Решетилівська, вул. Соборності, вул. Небесної Сотні, вул. Миру                                                     | | 20,2                                           |
| 5                                              | Кільцевий                                      | Кільцевий                                      | Великотирнівська вул., вул. Решетилівська, вул. Соборності, вул. Європейська, вул. Івана Мазепи                         | За годинниковою стрілкою | 14,0                                           |
| 6                                              | Завод ГРЛ                                      | Південний вокзал                               | Великотирнівська вул., вул. Івана Мазепи, вул. Європейська, вул. Небесної Сотні, вул. Миру                              | | 28,9                                           |
| 7                                              | селище Розсошенці                              | Інститут зв'язку                               | вул. Європейська, вул. Івана Мазепи, Великотирнівська вул., вул. Решетилівська вул. Зіньківська                         | | 28,9                                           |
| 8                                              | вул. Героїв України                            | Інститут зв'язку                               | вул. Івана Мазепи, вул. Європейська, вул. Сінна, вул. Соборності, вул. Зіньківська                                      | Скасований з 1 серпня 2024 року. Замість нього запущений маршрут №16                                                                             |                                                |
| 9                                              | Мікрорайон «Сади-1»                            | Південний вокзал                               | Великотирнівська вул., вул. Решетилівська, вул. Соборності, вул. Небесної Сотні, вул. Миру                              | |                                                |
| 10                                             | Завод ГРЛ                                      | Склозавод                                      | Великотирнівська вул., вул. Івана Мазепи, вул. Європейська                                                              | Не працює з літа 2008 року |                                                |
| 11                                             | Вул. Героїв України                            | Південний вокзал                               | вул. Івана Мазепи, вул. Європейська, вул. Сінна, вул. Соборності, вул. Небесної Сотні, вул. Миру                        | |                                                |
| 12                                             | Інститут зв'язку                               | Мікрорайон «Левада»                            | вул. Зіньківська, вул. Соборності, вул. Небесної Сотні, вул. Миру, просп. Миру, просп. Миколи Вавілова, вул. Чураївни   | | 19,8                                           |
| 13                                             | Вул. Героїв України                            | Мікрорайон «Левада»                            | вул. Івана Мазепи, вул. Європейська, вул. Небесної Сотні, вул. Миру, просп. Миру, просп. Миколи Вавілова, вул. Чураївни | |                                                |
| 14                                             | селище Розсошенці                              | Інститут зв'язку                               | вул. Європейська, вул. Соборності, вул. Зіньківська                                                                     | Не працює з літа 2008 року |                                                |
| 15                                             | Кільцевий                                      | Кільцевий                                      | вул. Івана Мазепи, вул. Європейська, вул. Соборності, вул. Решетилівська, Великотирнівська вул.                         | Проти годинникової стрілки | 14,5                                           |
| 16                                             | вул. Героїв України                            | Київський вокзал                               | вул. Івана Мазепи, вул. Європейська, вул. Сінна, вул. Соборності, вул. Зіньківська                                      | Відкритий з 1 серпня 2024 року у зв'язку зі скаргами пасажирів Київського вокзалу. Одночасно скасовано маршрут №8                                | 16,9                                           |

## Світлини

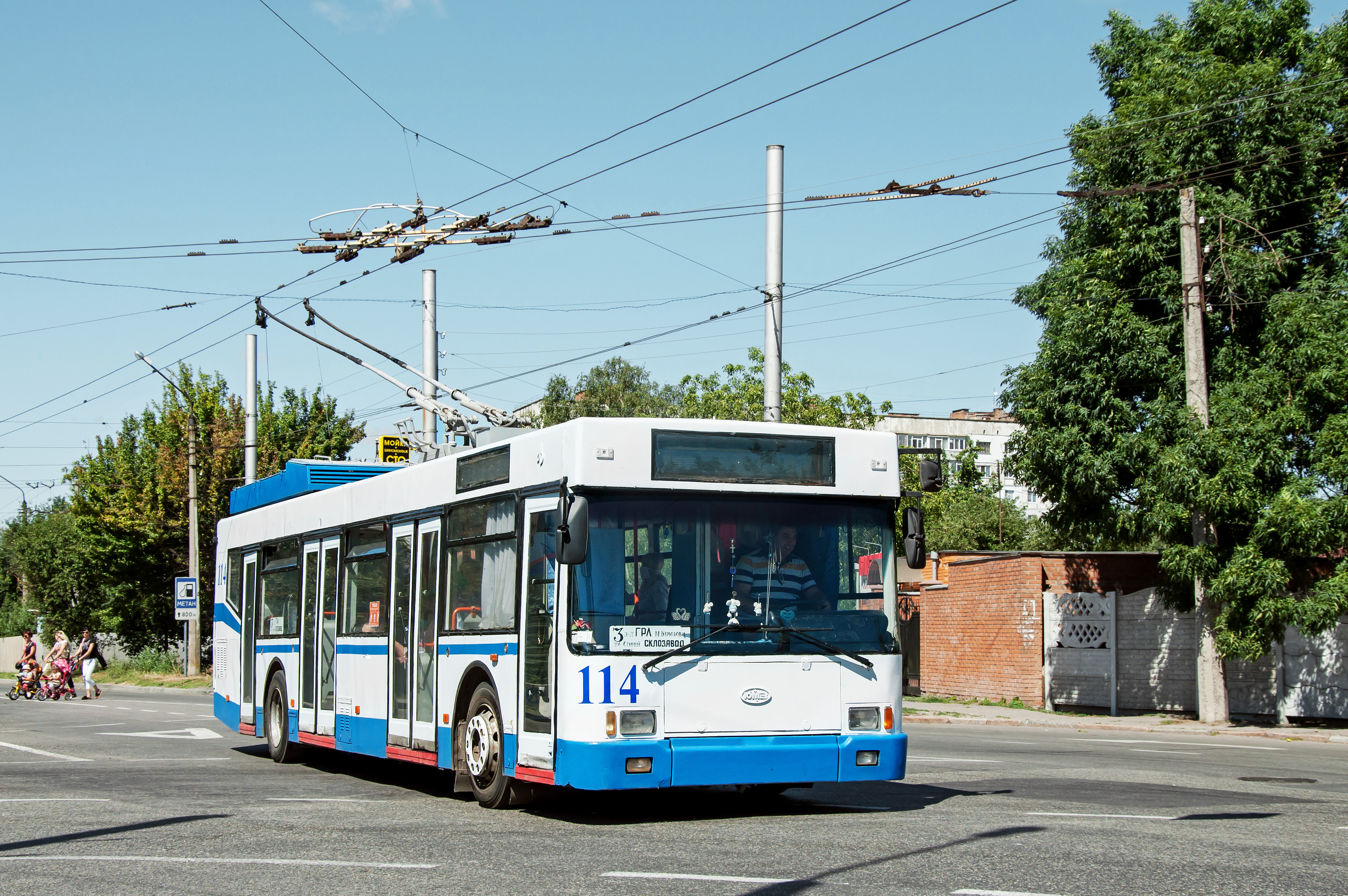
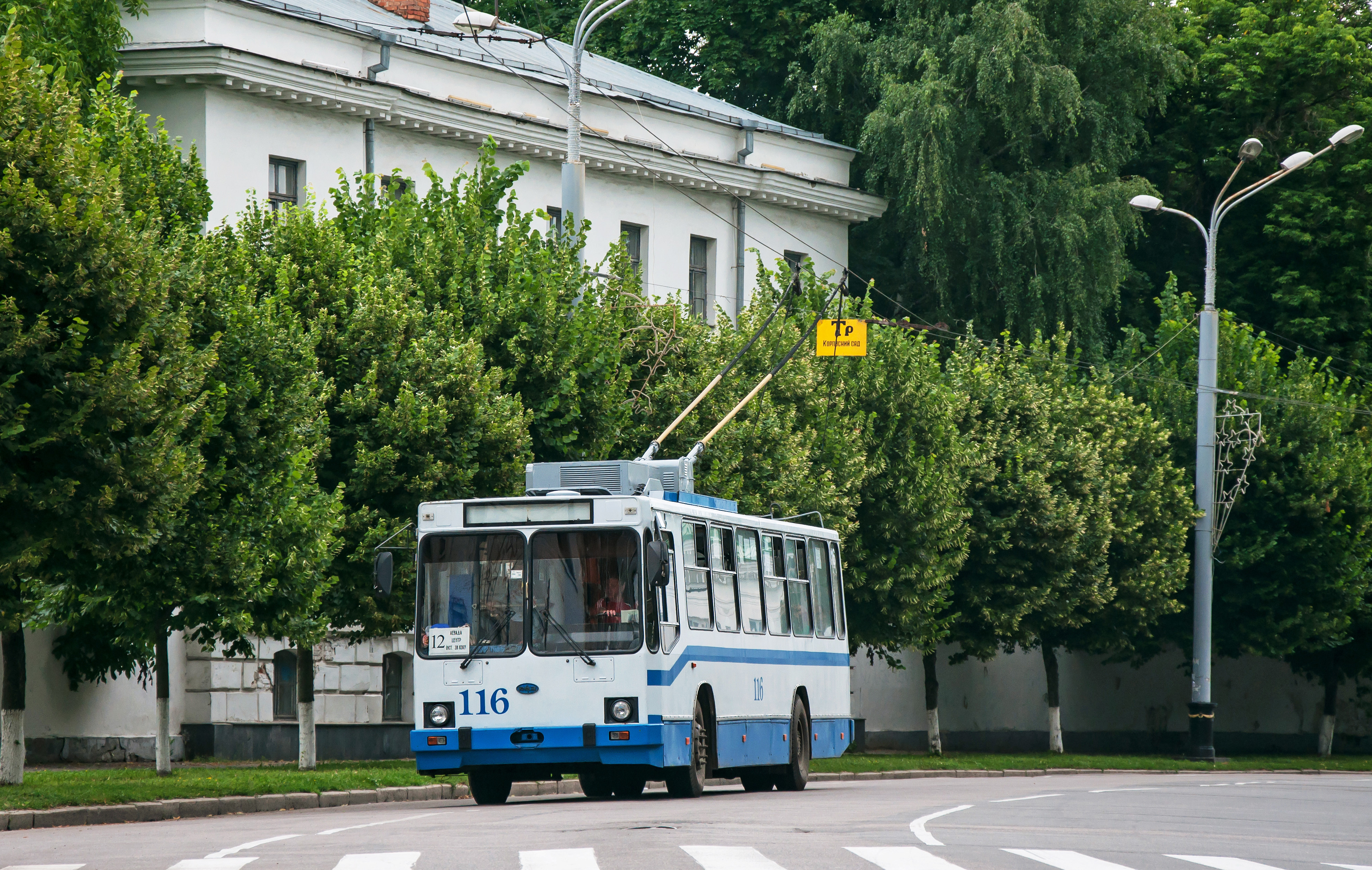
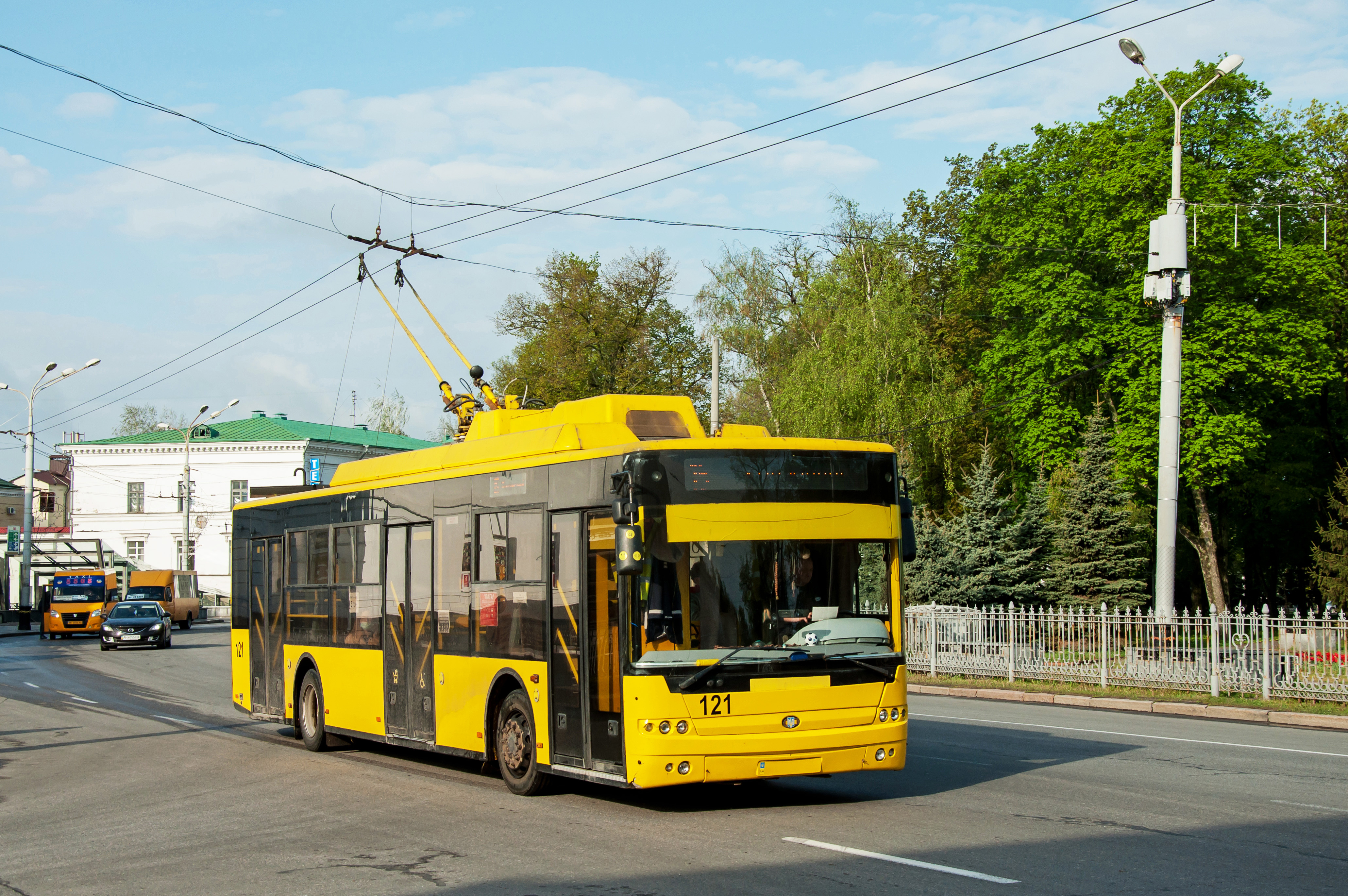
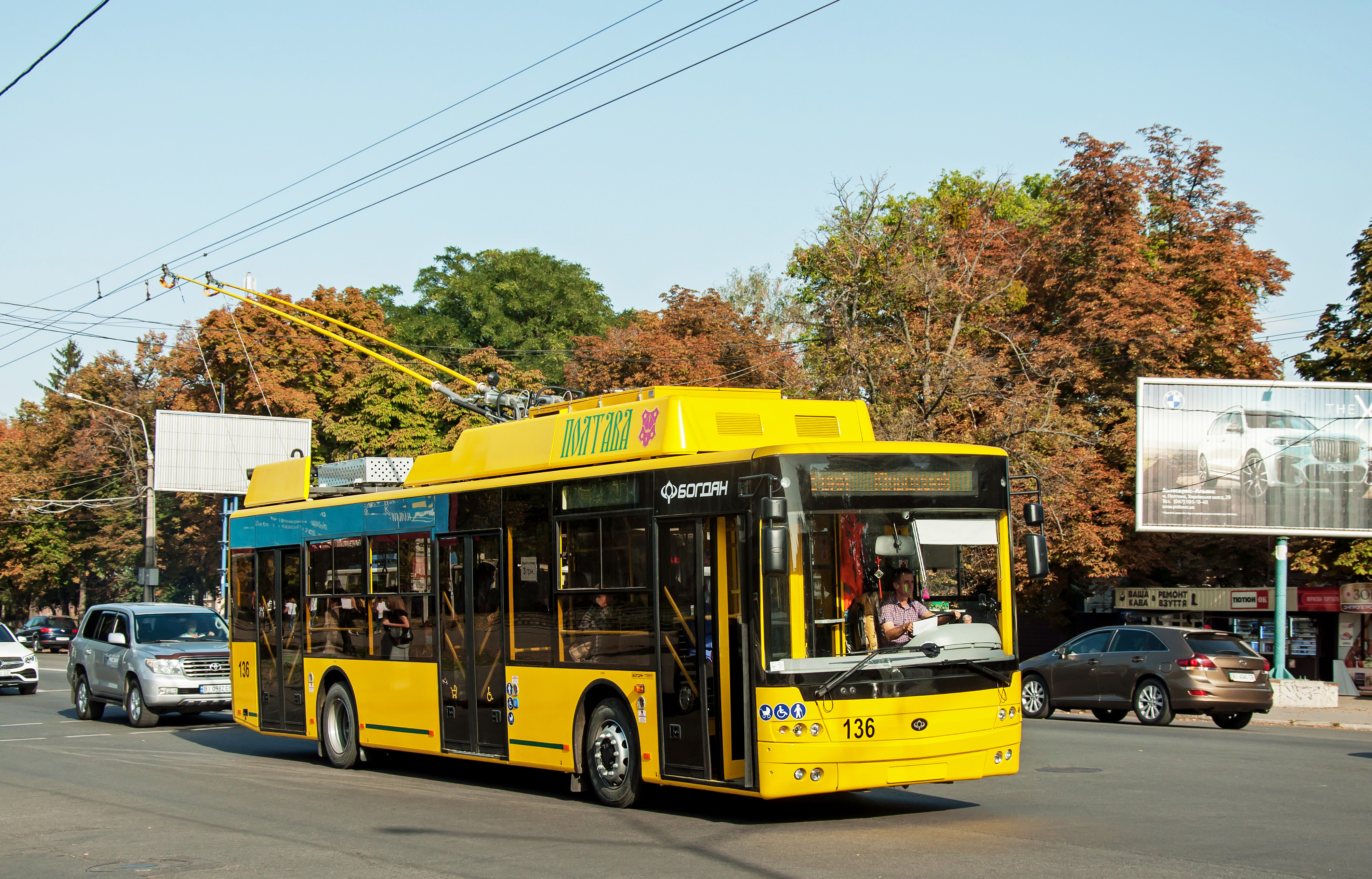
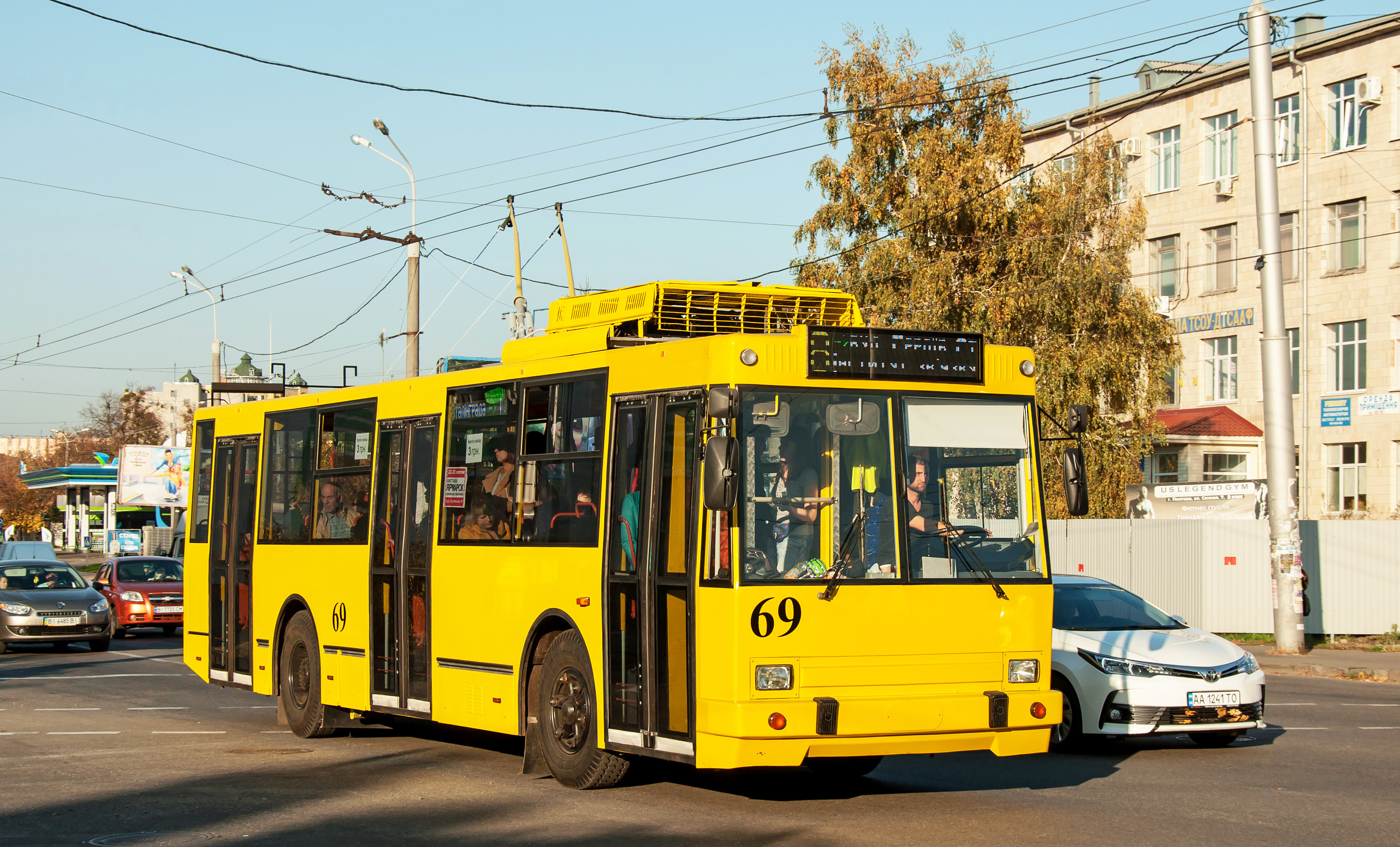
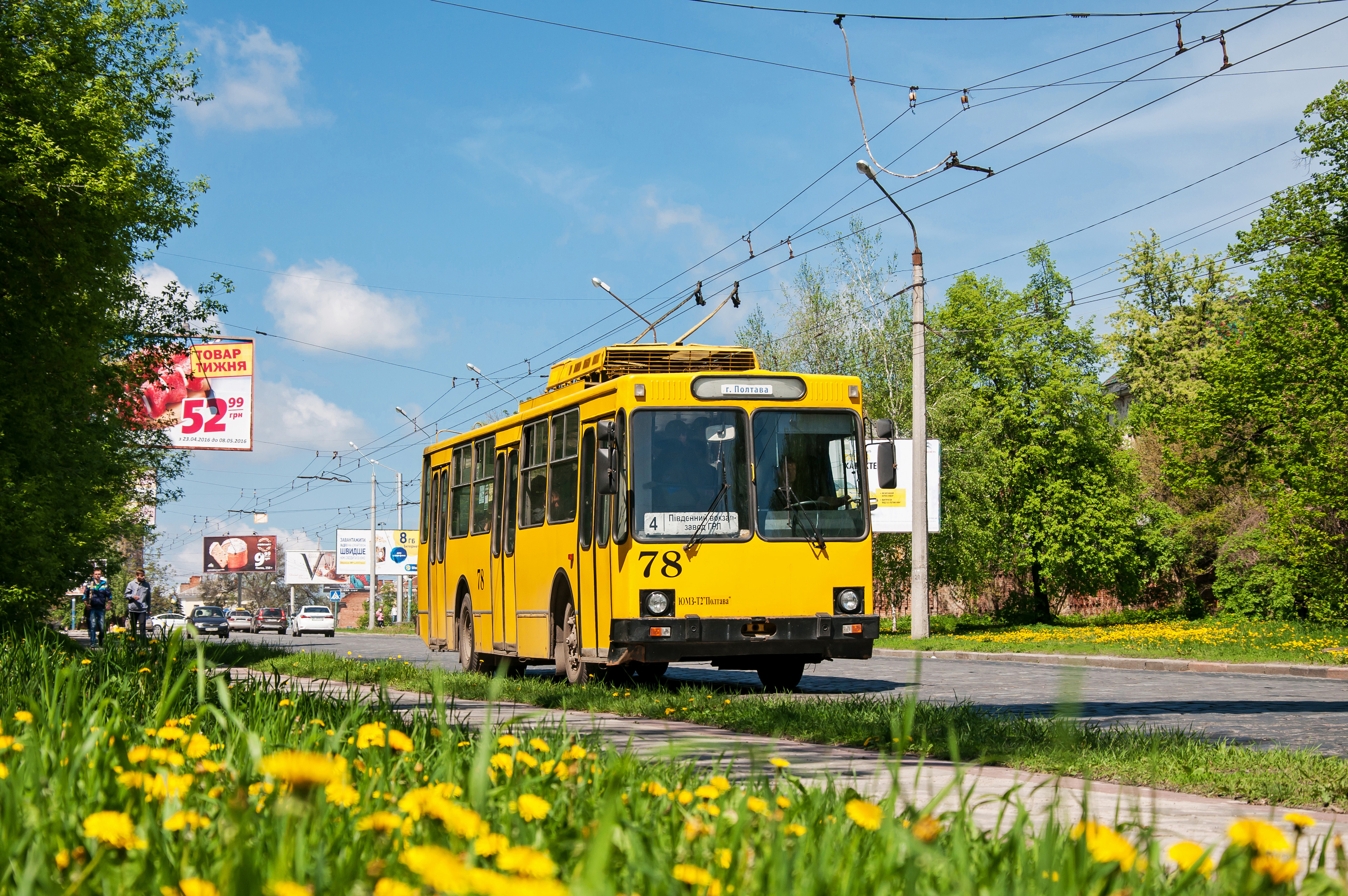
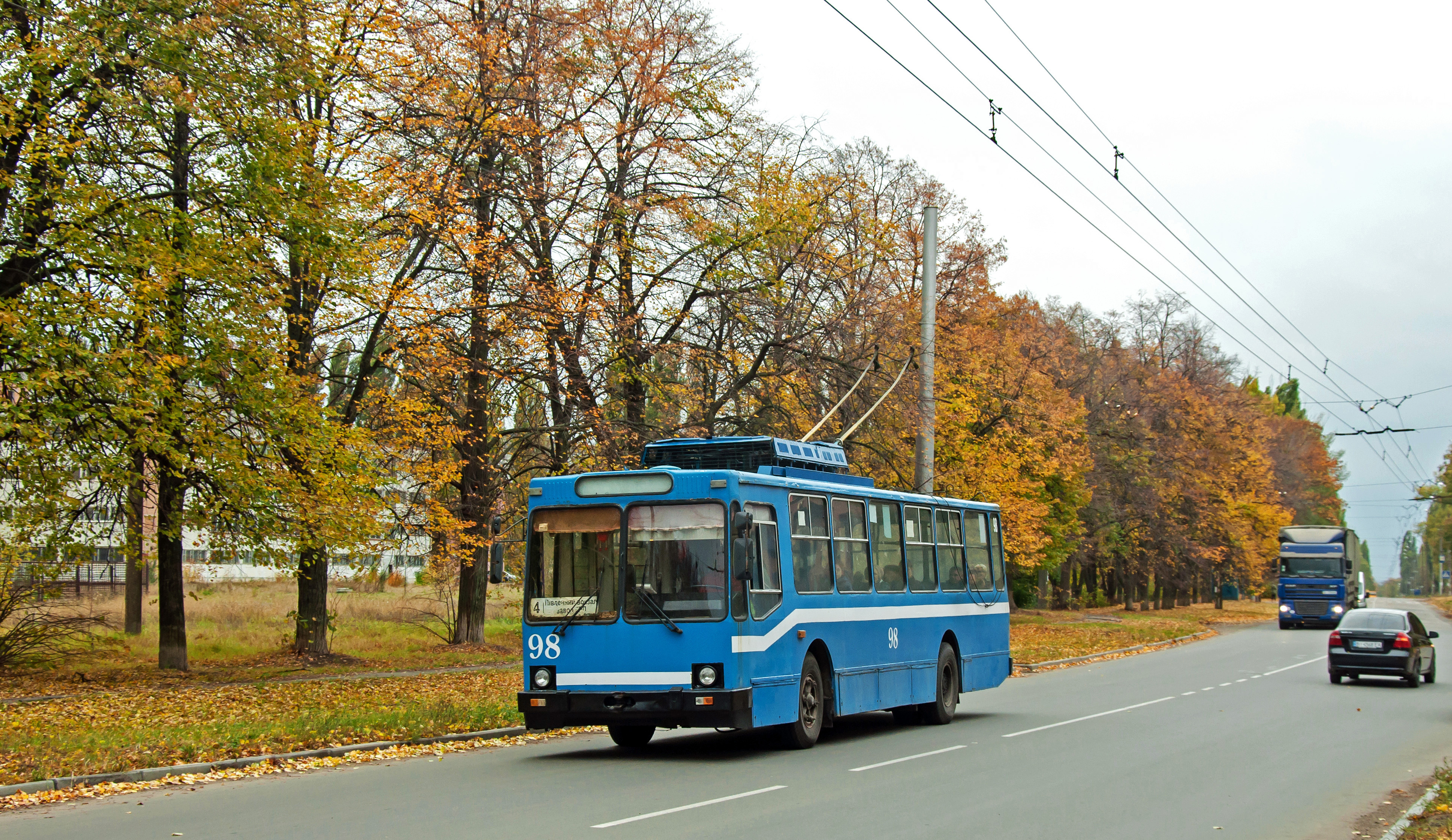
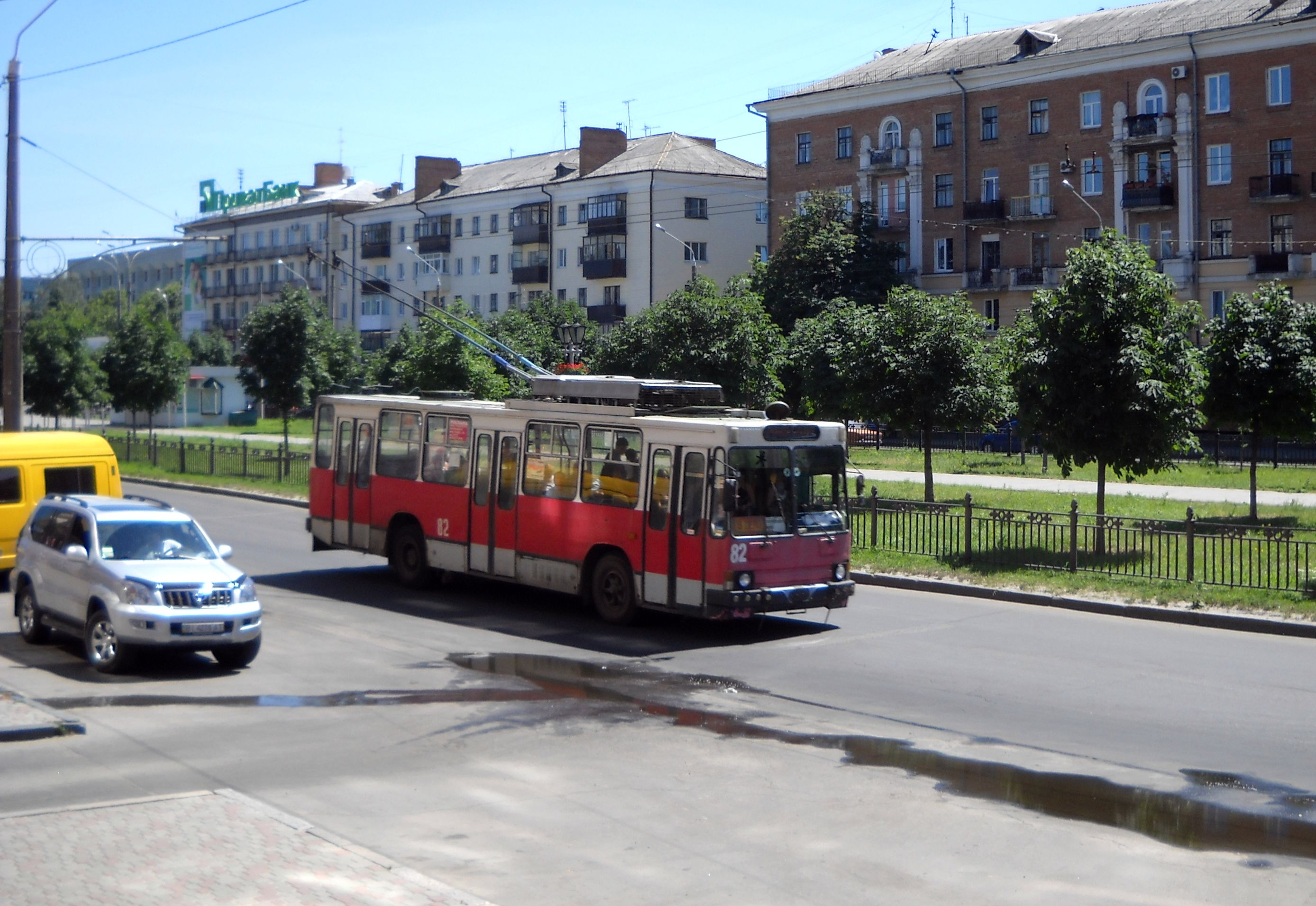
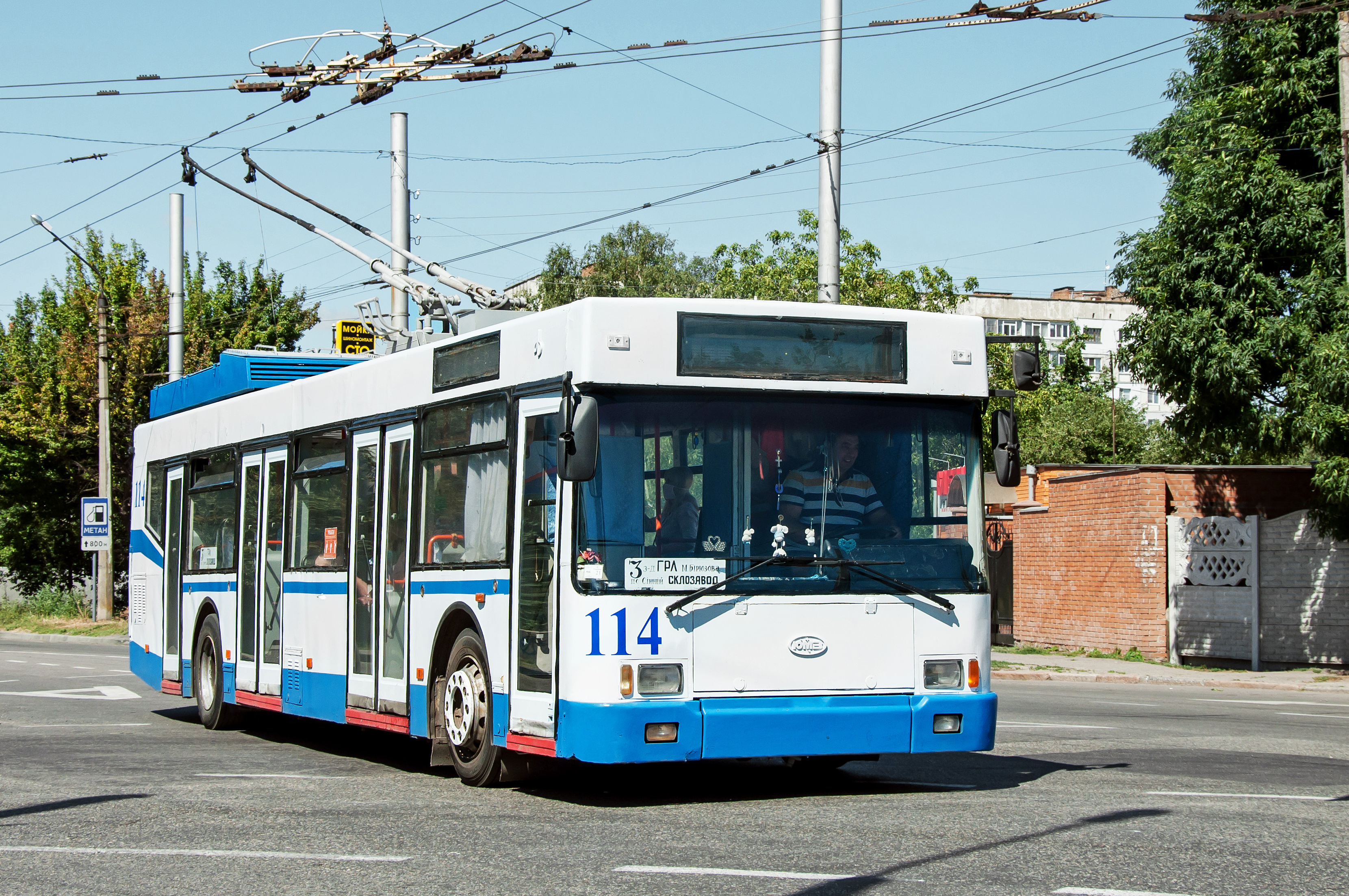
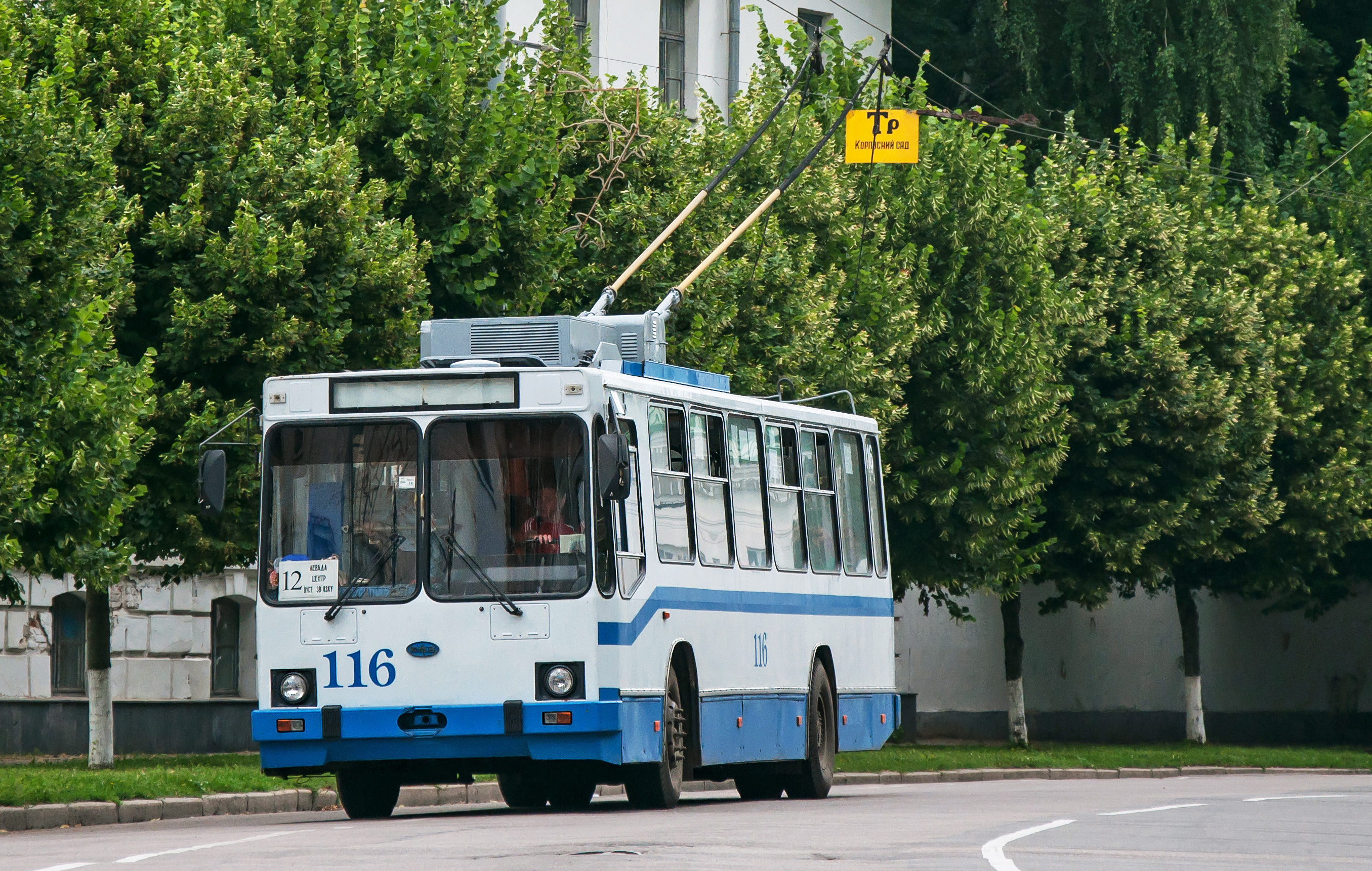
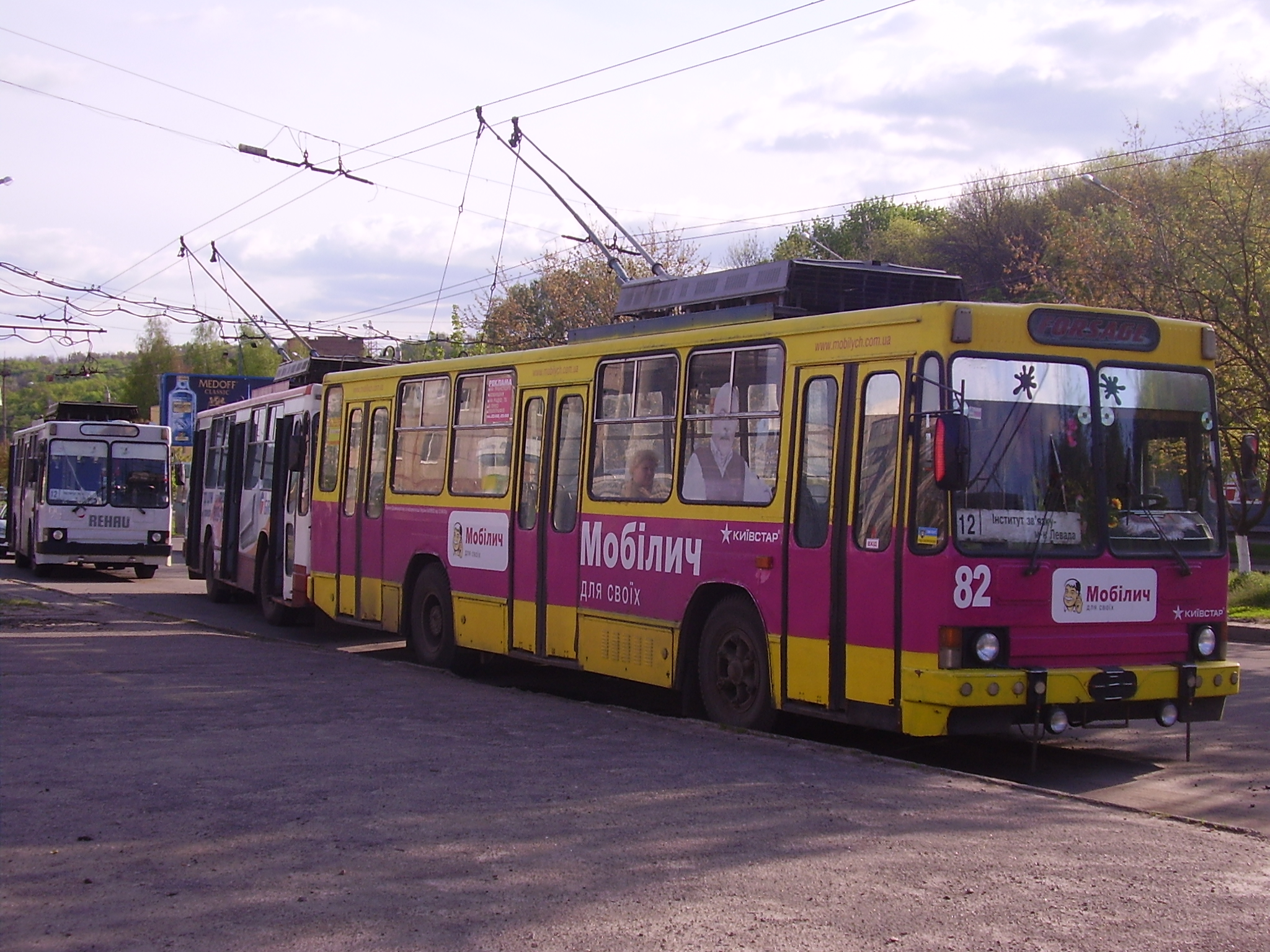
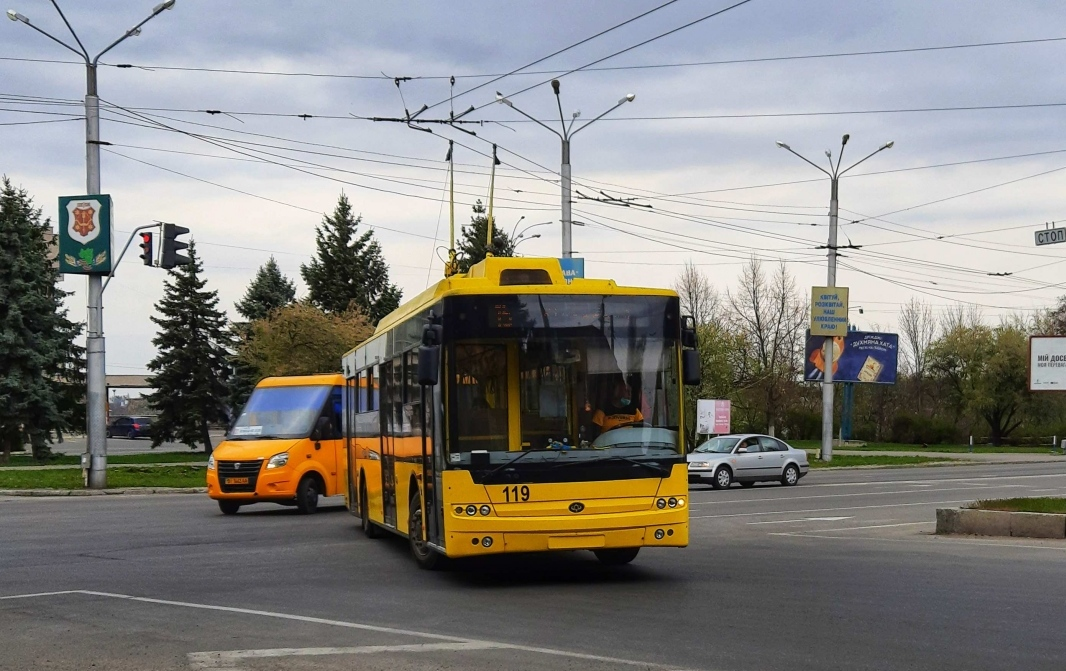
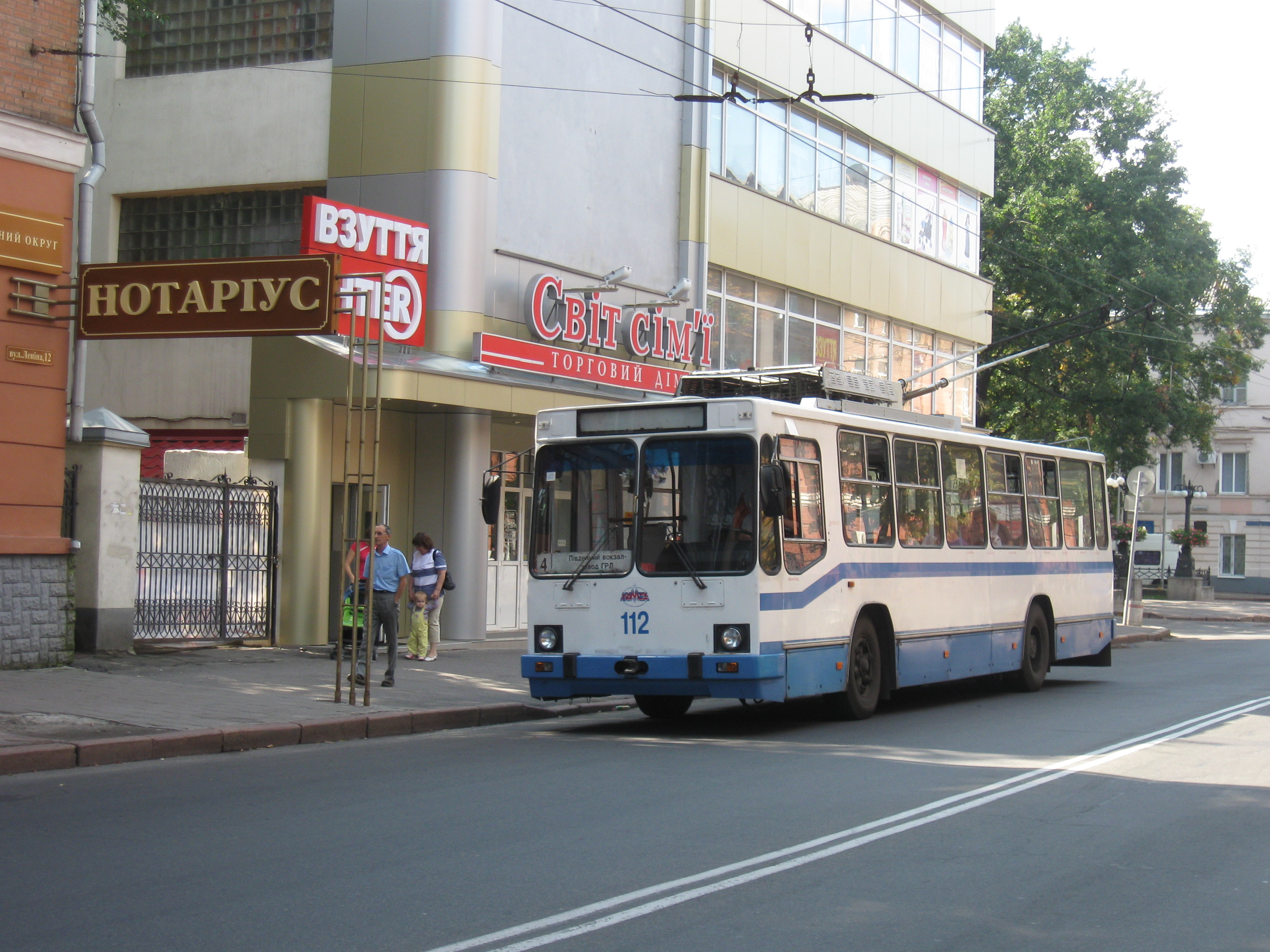
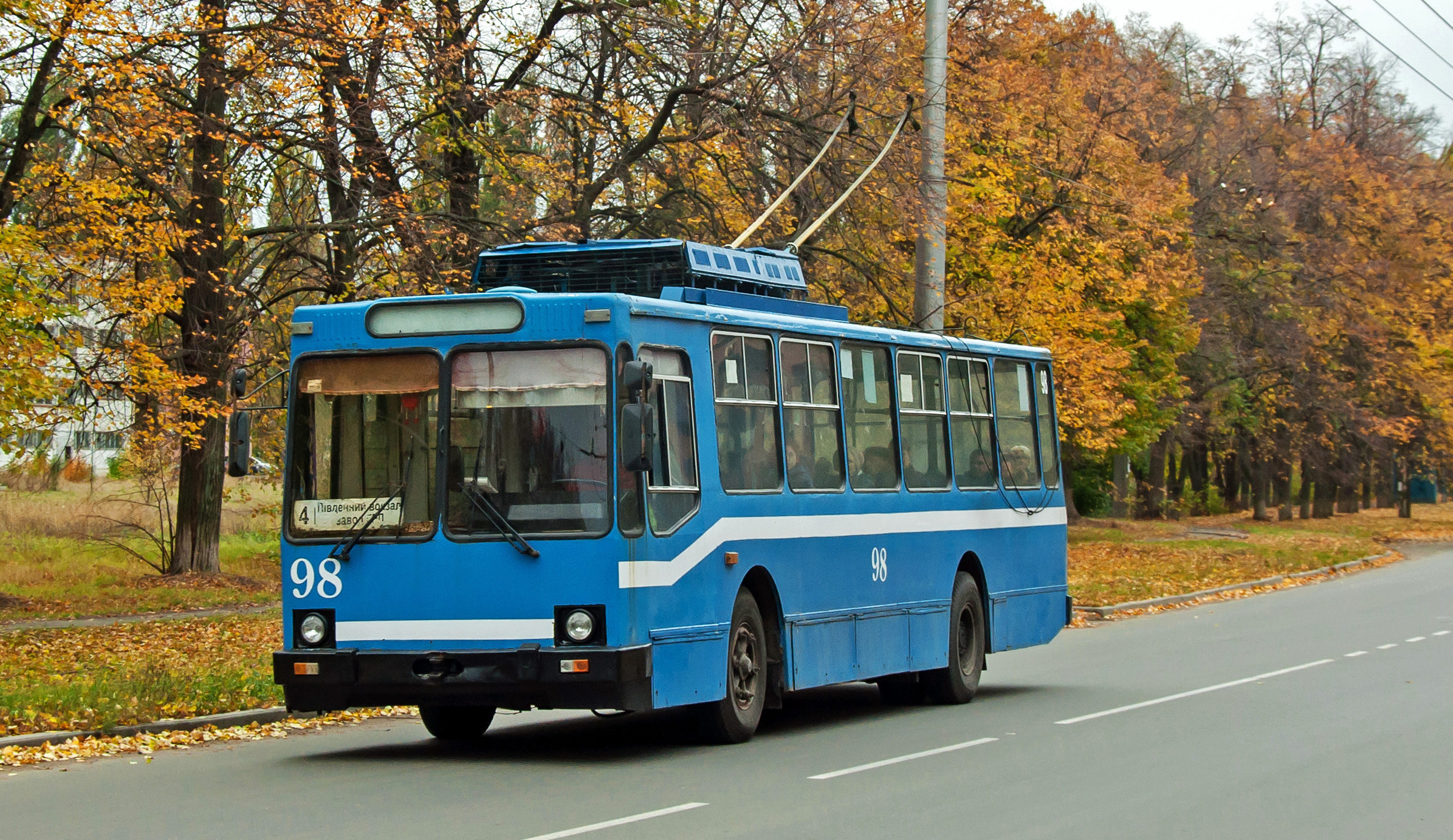

## Рухомий склад
| Статистика рухомого складу станом на серпень 2021 | Статистика рухомого складу станом на серпень 2021 | Статистика рухомого складу станом на серпень 2021 | Статистика рухомого складу станом на серпень 2021 |
| Кількість, шт.                                    | Модель                                            | Фото                                              | Примітки                                          |
| Пасажирський                                      | Пасажирський                                      | Пасажирський                                      | Пасажирський                                      |
| ------------------------------------------------- | ------------------------------------------------- | ------------------------------------------------- | ------------------------------------------------- |
| 45                                                | Богдан Т70117                                     |                                                   |                                                   |
| 16                                                | ЮМЗ Т2                                            |                                                   |                                                   |
| 10                                                | Богдан Т70110                                     |                                                   |                                                   |
| 6                                                 | ЮМЗ Т1Р (Т2П)                                     |                                                   |                                                   |
| 1                                                 | ЮМЗ Е186                                          |                                                   | Закріплений на маршруті №3.                       |
|                                                   |                                                   |                                                   |                                                   |
| 1                                                 | ЮМЗ Т2 мод. 7                                     |                                                   |                                                   |
|                                                   |                                                   |                                                   |                                                   |
| 79                                                | Всього:                                           |                                                   |                                                   |
| Службовий                                         |                                                   |                                                   |                                                   |
| 2                                                 | ЮМЗ Т2                                            |                                                   |                                                   |
|                                                   | Всього:                                           |                                                   |                                                   |

25 квітня 2019 року припинена експлуатація тролейбусів моделі ЮМЗ Т1. Останні 6 тролейбусів (№ 58, 65, 69, 70, 71, 83) у 2019 році пройшли КВР зі зміною моделі на ЮМЗ Т1Р (Т2П).